# Tokyo du Soleil
Tokyo du Soleil (né le 22 mars 2007) est un étalon de robe baie, inscrit au stud-book du Selle français, surtout monté par le cavalier italien Luca Marziani en saut d'obstacles. Il est vendu au Japon fin 2019.
C'est un fils de l'étalon Montender, et d'une mère par Papillon Rouge.

## Histoire

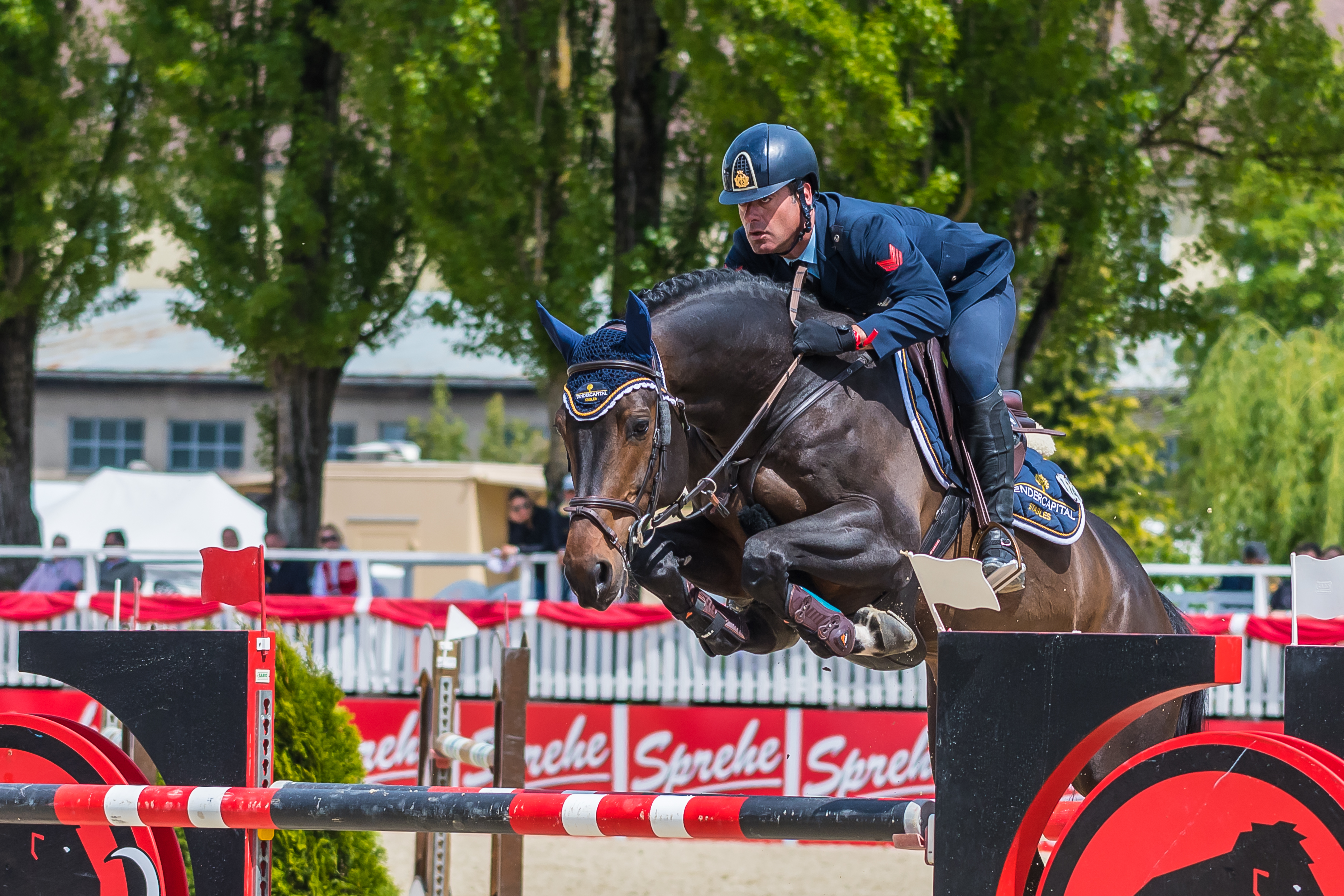
Tokyo du Soleil monté par Luca Marziani au CSIO4* de Linz en 2017.

Tokyo du Soleil naît le 22 mars 2007 chez Marianne Eichenberger, au domaine du Soleil, à Cossaye dans la Nièvre (France),.
Il est vendu aux écuries de l'italien Luca Marziani à l'âge de quatre ans, et intègre l'équipe nationale italienne (la squadra azzura) en 2015. Il participe aux championnats d'Europe de saut d'obstacles à Göteborg en 2017 et Rotterdam en 2019, aux Jeux équestres mondiaux de 2018 à Tryon et aux finales de la Coupe des nations à Barcelone en 2018 et 2019. 
Fin novembre, il est vendu au bénéfice du jeune cavalier japonais Mike Kawai,.

## Description
Tokyo du Soleil est un étalon de robe baie, inscrit au stud-book du Selle français. Il mesure 1,70 m.

## Palmarès
Il atteint un indice de saut d'obstacles (ISO) de 172 en 2019.
- mai 2019 : vainqueur du Grand Prix du CSI3* de Montefalco

## Origines
Tokyo du Soleil est un fils de l'étalon néerlandais Montender, et de la jument Selle français Irlande, par Papillon Rouge. Il compte 34 % d'ancêtres Pur-sang, pour 38 % de Selle français et assimilés, et 15 % de Holsteiner.

## Annexe
- Site officiel